# Емметт Девіс (яхтсмен)
Емметт Девіс (англ. Emmett Davis, 28 лютого 1886 — 22 грудня 1967) — американський яхтсмен.
Срібний призер Олімпійських Ігор 1932 року в класі 6 метрів.